# Ewa Karbowska
Ewa Karbowska (ur. 26 maja 1960 w Leningradzie, zm. 6 czerwca 2025 w Warszawie) – polska poetka, publicystka, tłumaczka i dziennikarka.

## Życiorys
Autorka blisko tysiąca tekstów publicystycznych i kilku tysięcy wierszy. Tłumaczka tekstów poetyckich, głównie z języków rosyjskiego i niemieckiego. W dorobku translatorskim tłumaczenia tekstów m.in. bardów: Włodzimierza Wysockiego, Bułata Okudżawy, Aleksandra Rozenbauma i Franka Viehwega. Spolszczyła też, za pośrednictwem rosyjskich przekładów dokonanych przez samego autora, wiersze współczesnego, nieżyjącego już gruzińskiego poety – Michaila Kvlividze.
Współpracowała z Niezależnym Magazynem Publicystów Kontrateksty, gdzie zajmowała się przede wszystkim publicystyką społeczno-polityczną, pisaniem małych form literackich oraz komentarzy do wydarzeń bieżących, w tym także w formie wierszowanej. Po tym, jak na przełomie roku 2014 i 2015 Kontrateksty przestały być magazynem samodzielnym i stały się częścią składową portalu dziennikarskiego Studio Opinii www.studioopinii.pl, Ewa Karbowska nadal współpracowała z tym portalem.
Z języka polskiego na rosyjski przetłumaczyła kilka autorskich pieśni Antoniego Murackiego, a z czeskiego na rosyjski kilka ballad Jaromira Nohavicy.
Wiersze Ewy Karbowskiej wykorzystano na płycie „Pejzaż z kobietą” (TST- fundacja artystyczna, PFRON, Warsztat Antoniego i Centrum Łowicka 2008/ 2009), zrealizowanej z udziałem: Elżbiety Wojnowskiej, Grażyny Łapińskiej, Mirosława Czyżykiewicza, Antoniego Murackiego, Andrzeja Kowalczyka.
Pochowana na cmentarzu Bródnowskim w Warszawie (kwatera 9B-5-8).

## Twórczość
- „Wszechstronnie i permanentnie podejrzana” – biografia (nie zawsze auto) albo garść tendencyjnie wybranych, choć prawdziwych, epizodów” (Warszawa 2008)
- „16 wierszy Ewy Karbowskiej” – Mendel plus suplement – „...z (nie?) mojej pamięci” – album rodzinny – wycinek” (Warszawa 2014)
- „Poezji nie prowadzimy” (Warszawa 2015)